# Лансінгерланд
Лансінгерланд (нід. Lansingerland) — муніципалітет у Нідерландах, у провінції Південна Голландія.

## Населені пункти
До складу муніципалітету входять такі населені пункти:
- Бергсхенгук
- Беркел-ен-Роденрейс
- Блейсвейк

## Населення
Станом на 31 січня 2022 року населення муніципалітету становило 64 129 осіб. Виходячи з площі муніципалітету 53,42 кв. км, станом на 31 січня 2022 року густота населення становила 1.201  осіб/кв. км.
За даними на 1 січня 2020 року 18,9%  мешканців муніципалітету мають емігрантське походження, у тому числі 7,5%  походили із західних країн, та 11,3%  — інших країн.